# Sollymadonnan
Sollymadonnan eller Madonnan med barnet är en oljemålning av den italienske renässanskonstnären Rafael. Den målades cirka 1500–1502 och ingår sedan 1821 i Gemäldegaleries samlingar i Berlin. 
Madonnan med barnet var ett av renässansmåleriets vanligaste motiv och i synnerhet Rafael utförde ett stort antal sådana tavlor. Sollymadonnan är ett ungdomsverk av Rafael och målades i Perugia under hans tid som lärling hos Perugino. Jungfru Maria håller en bok i handen och i hennes knä sitter Jesusbarnet som klappar en steglits, en liten färggrann finkfågel som förr var vanlig som burfågel. Fågeln symboliserar Passionshistorien; enligt legenden drog en liten fågel törnen ur Jesu panna när han hängde på korset och fågeln färgades då röd av Jesu blod. Steglitsar förekommer i många madonnamålningar, till exempel i Rafaels Madonnan med steglitsan (1506).
Målningen har fått sitt namn efter en tidigare ägare, den brittiska köpmannen och konstsamlaren Edward Solly (1776–1844) som 1821 såldes sin samling till den preussiska staten.  

## Madonnamålningar av Rafael i Berlin
Sollymadonnan är den tidigaste av fem tavlor av Rafael med Madonna-motiv som finns i de statliga samlingarna i Berlin (Staatliche Museen zu Berlin). 

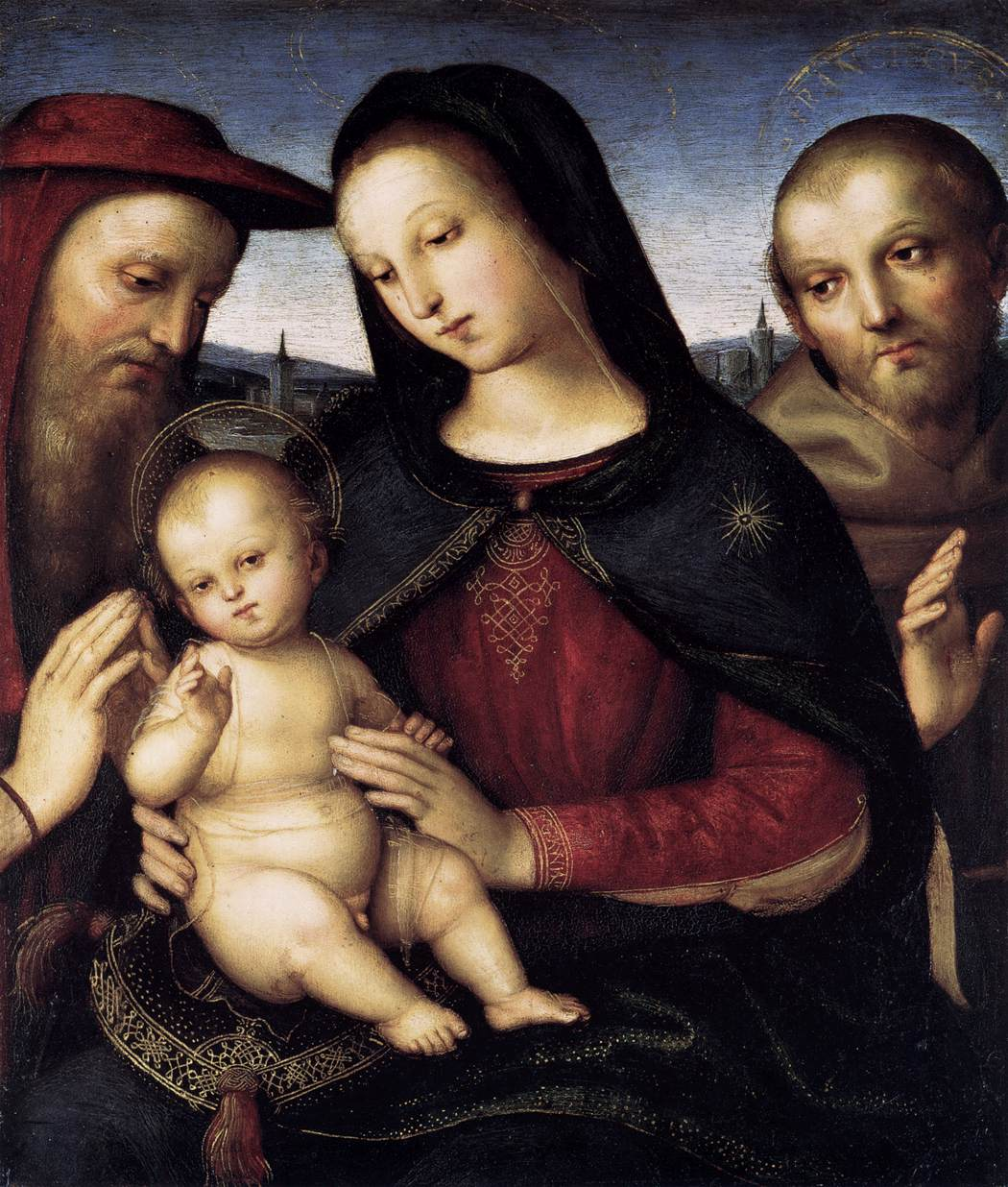
Madonann med barnet och helgon (cirka 1502).
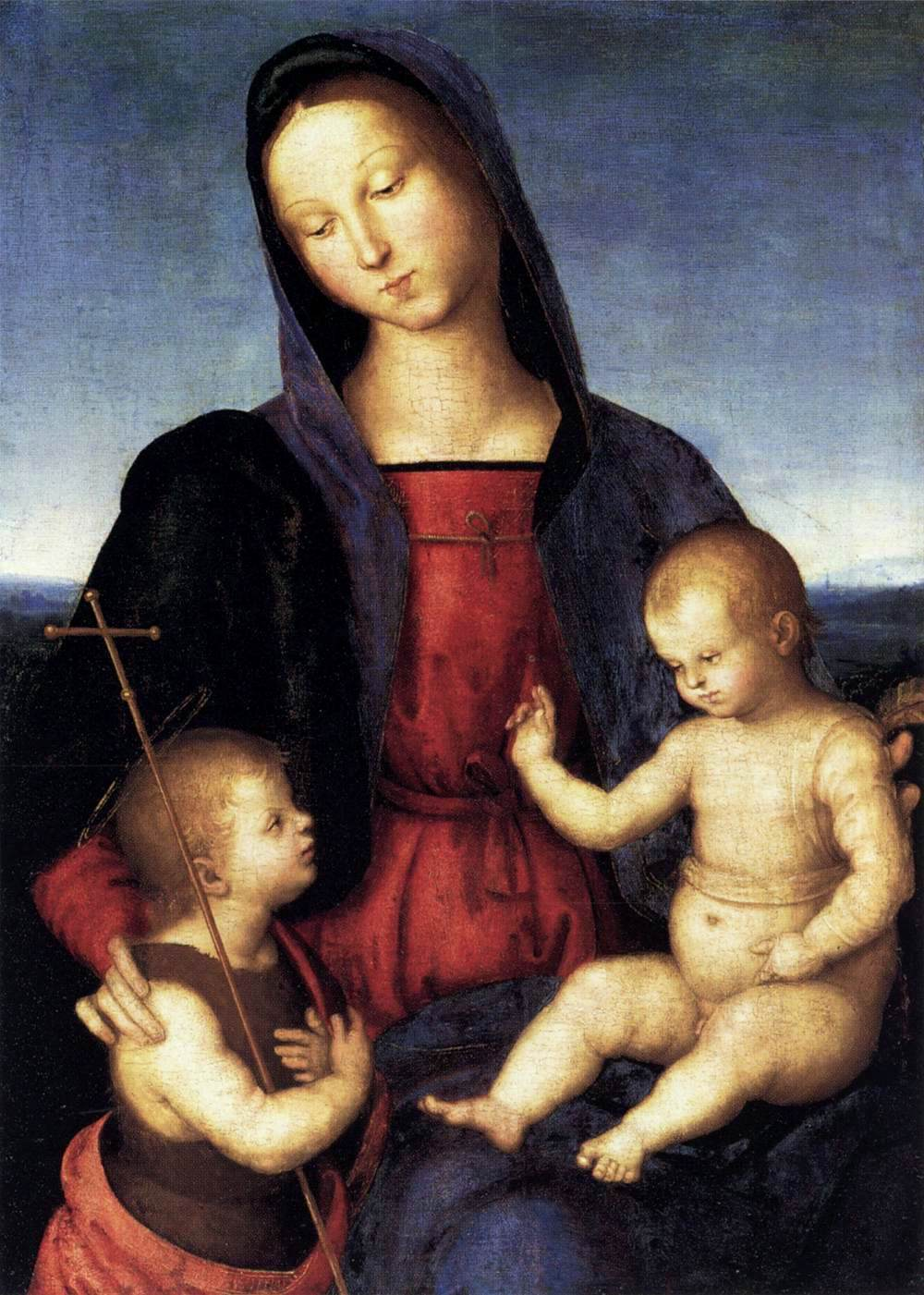
Diotalevimadonnan (cirka 1504). Utställd på Bodemuseum.
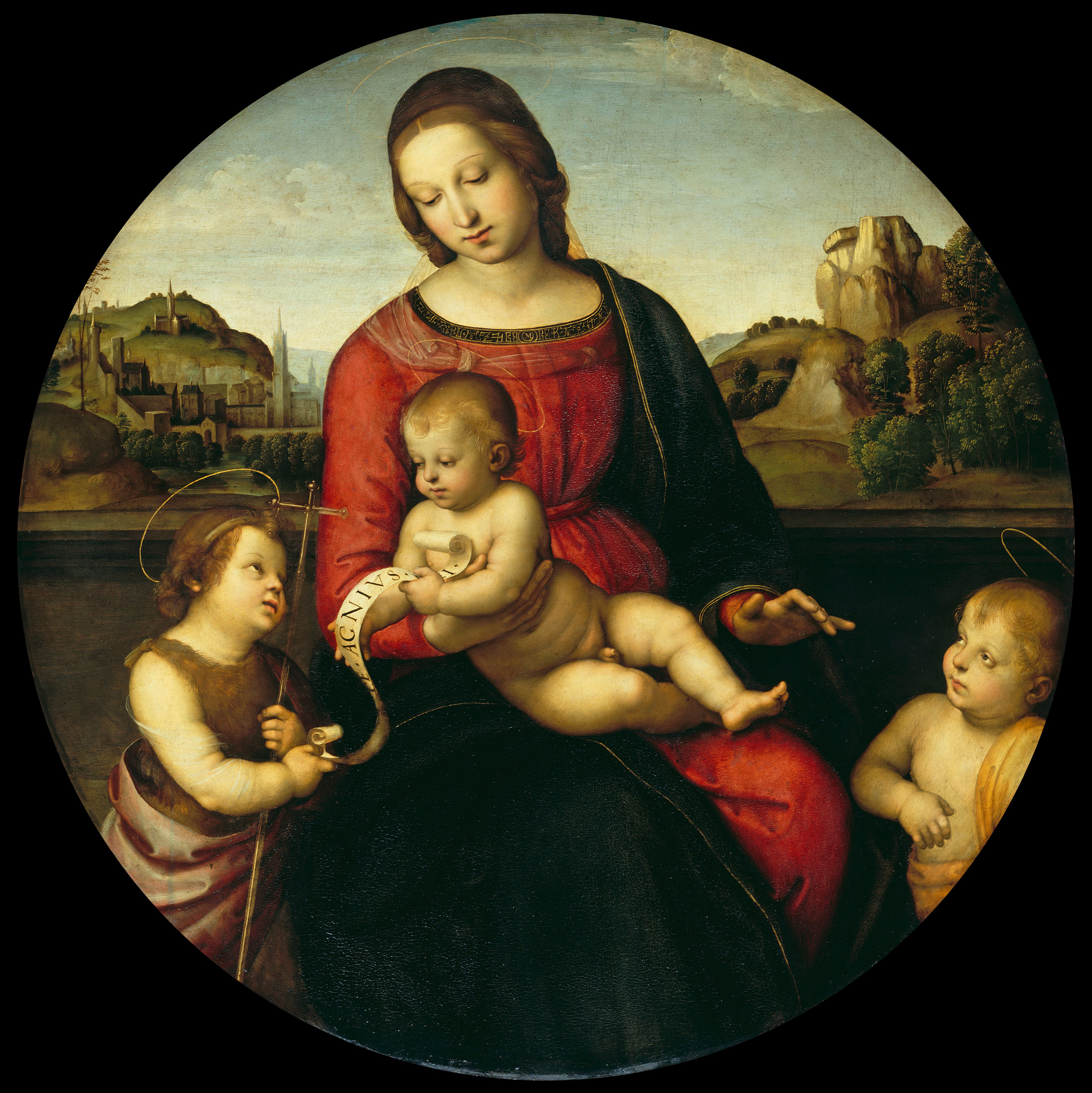
Terranuovamadonnan (cirka 1505).
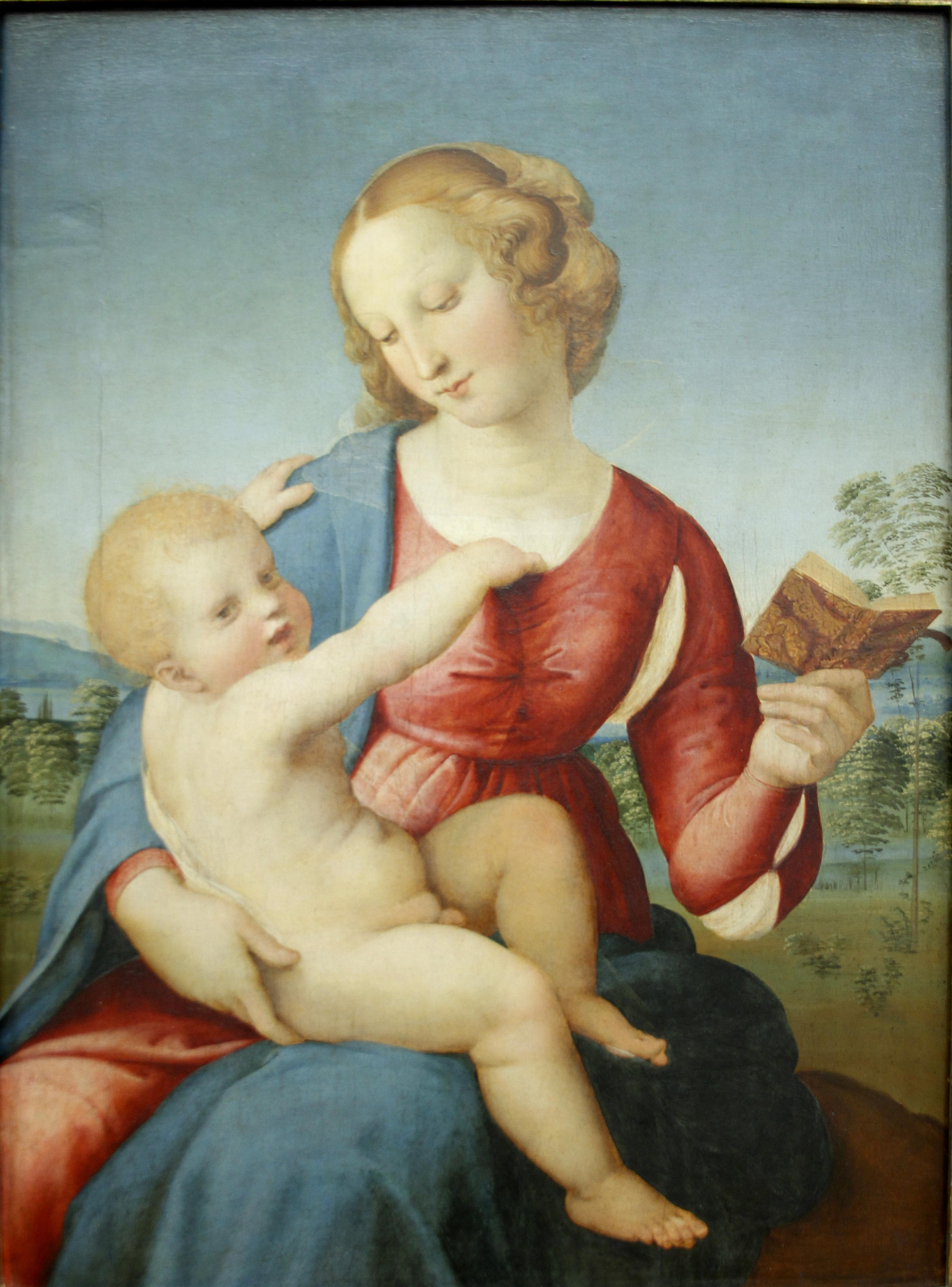
Colonnamadonnan (1507–1508).